# Kevin Quick
Kevin Quick (* 29. März 1988 in Buffalo, New York) ist ein ehemaliger US-amerikanischer Eishockeyspieler, der im Verlauf seiner aktiven Karriere zwischen 2007 und 2017 unter anderem 178 Spiele für die Norfolk Admirals und Rockford IceHogs in der American Hockey League (AHL) sowie 205 weitere für fünf verschiedene Franchises in der ECHL auf der Position des Verteidigers bestritten hat. Darüber hinaus absolvierte Quick sechs Partien für die Tampa Bay Lightning in der National Hockey League (NHL).

## Karriere
Quick war zunächst von 2004 bis 2007 für die Salisbury Crimson Knights im High-School-Ligensystem der Vereinigten Staaten. Während dieser Zeit wurde der Verteidiger im NHL Entry Draft 2006 in der dritten Runde an 78. Position von den Tampa Bay Lightning aus der National Hockey League (NHL) ausgewählt. In der Saison 2007/08 war er für die Eishockeymannschaft der University of Michigan in der National Collegiate Athletic Association (NCAA) aktiv. Er brach sein Studium aber ab, nachdem er einen Profivertrag bei den Lightning erhalten hatte.
Während der Spielzeit lief der Abwehrspieler in der American Hockey League (AHL) für Tampas Farmteam, die Norfolk Admirals, auf. Zwischenzeitlich stand Quick für die Augusta Lynx und Elmira Jackals in der ECHL auf dem Eis. Im Januar 2009 gab Quick beim Spiel der Tampa Bay Lightning gegen die San Jose Sharks sein Debüt in der NHL. Nachdem er die darauffolgenden zwei Spielzeiten ausschließlich im Farmteam bei den Norfolk Admirals in der American Hockey League verbracht hatte, nahm der Verteidiger im September 2011 erfolglos am Trainingslager der Tampa Bay Lightning teil. Die Saison 2011/12 absolvierte Quick vorwiegend im Trikot der Florida Everblades aus der ECHL, mit denen er zum Saisonende den Kelly Cup gewann. Anschließend war er zwei Spielzeiten bis zum Sommer 2014 für deren Ligakonkurrenten South Carolina Stingrays aktiv.
Im Sommer 2014 wechselte der US-Amerikaner nach Europa und schloss sich dort dem schottischen Klub Dundee Stars aus der britischen Elite Ice Hockey League (EIHL). Er verbrachte dort eine Spielzeit, ehe er in die ECHL zurückkehrte. Zunächst war er dort für die Indy Fuel aktiv, wechselte allerdings im Verlauf des Spieljahres 2015/16 zurück zu den South Carolina Stingrays. Allerdings kam er dort nur neunmal zum Einsatz, da er im weiteren Saisonverlauf wieder in die EIHL wechselte. Dort gewann er in Diensten der Nottingham Panthers die Playoffs, in deren Finalspiele er einen Treffer beim 2:0-Sieg über die Coventry Blaze beisteuerte. Seine letzte Profispielzeit absolvierte er schließlich in der Asia League Ice Hockey (ALIH) bei den China Dragon, ehe er im Sommer 2017 im Alter von 29 Jahren seinen Rückzug aus dem aktiven Profisport bekannt gab.

### International
Mit der US-amerikanischen U18-Auswahl nahm Quick am U-18 Junior World Cup 2005 teil und erreichte dort mit der Mannschaft den fünften Rang. In fünf Turnierspielen blieb er dabei punktlos.

## Erfolge und Auszeichnungen
- 2008 Mason-Cup-Gewinn mit der University of Michigan
- 2012 Kelly-Cup-Gewinn mit den Florida Everblades
- 2016 Challenge-Cup-Gewinn mit den Nottingham Panthers
- 2016 EIHL-Playoffgewinn mit den Nottingham Panthers

## Karrierestatistik

### International
Vertrat die USA bei:
- U-18 Junior World Cup 2005

(Legende zur Spielerstatistik: Sp oder GP = absolvierte Spiele; T oder G = erzielte Tore; V oder A = erzielte Assists; Pkt oder Pts = erzielte Scorerpunkte; SM oder PIM = erhaltene Strafminuten; +/− = Plus/Minus-Bilanz; PP = erzielte Überzahltore; SH = erzielte Unterzahltore; GW = erzielte Siegtore; 1 Play-downs/Relegation; Kursiv: Statistik nicht vollständig)